# 生態區域

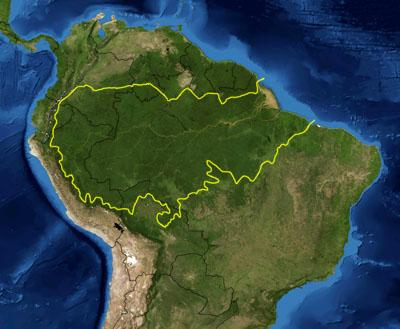
亚马遜雨林生态区域地图（黄线包围部分），由世界自然基金会划分。

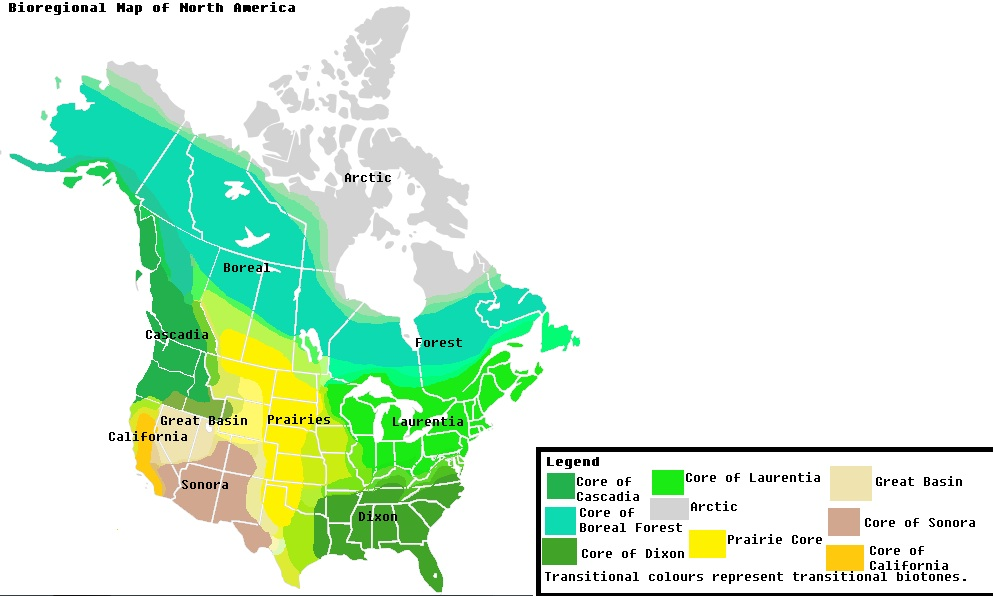
北美生物区地图

从生态学和地理学上讲，生态区域（英語：ecoregion，也稱生態分區）小于生物区，而生物区又小于生物地理分布区。生态区域涵盖了大范围的陆地或水域，有着独特的天然群落和物种的组合。植物、动物和生态系统的生物多样性使得某一生态区域与其他生态区域有显著不同。理论上来说，生物多样性或生态保护区中不同物种和群落之间在任一时间点的交会的概率应保持相对稳定，并在可接受范围（这一点在很大程度上是不确定的）内变化。对于所有的生物地理学区划方法，有三条注意事项。首先，没有任何一个生物地理学的框架适合所有分类群，生态区域反映了最好的折衷方案。其次，生态区域的边界很少形成生硬的边缘，而是由生态过渡带和动物栖地镶嵌其间。第三，大多数生态区域包含着与所属生物群系不同的动物栖地。

## 定义与分类

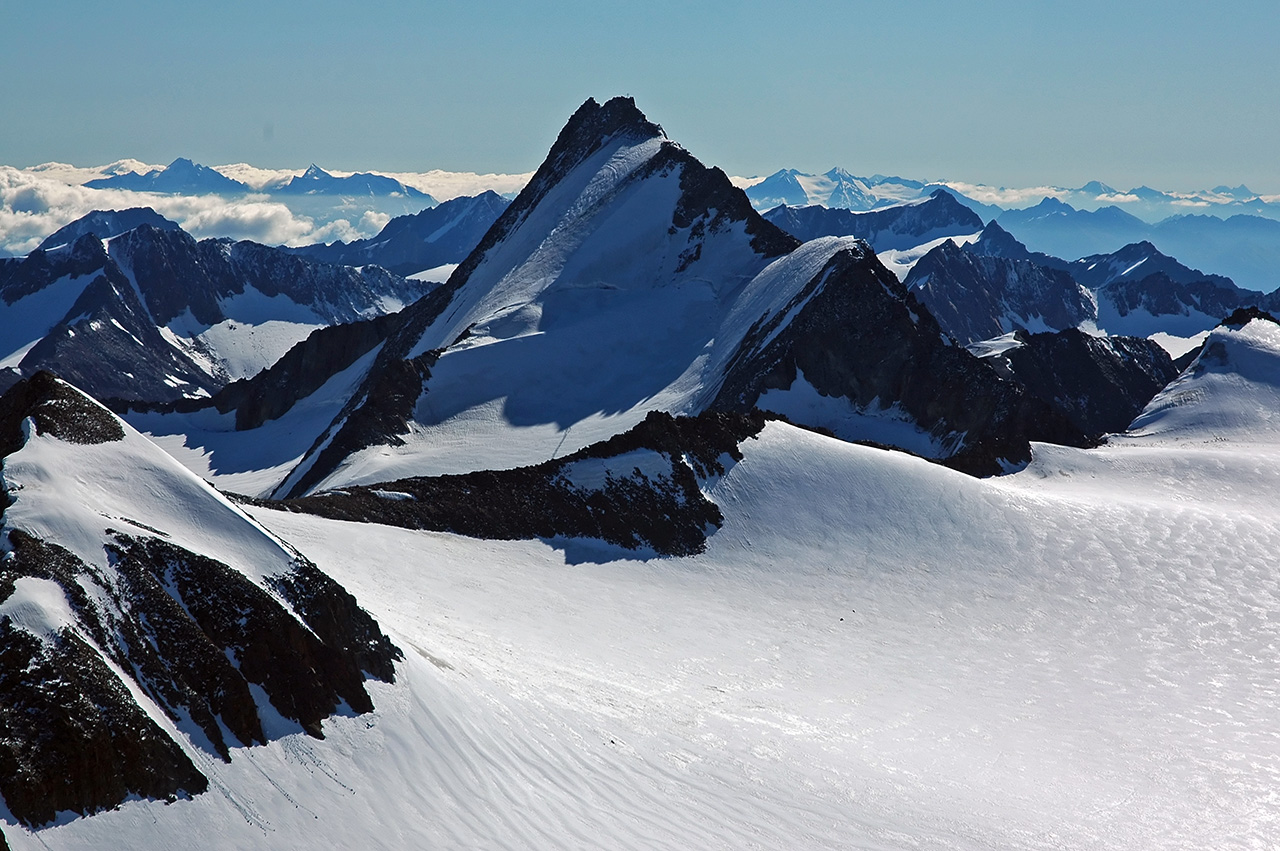
厄茨塔爾山是中阿爾卑斯山脈的一部分，二者都可视为生态区域。

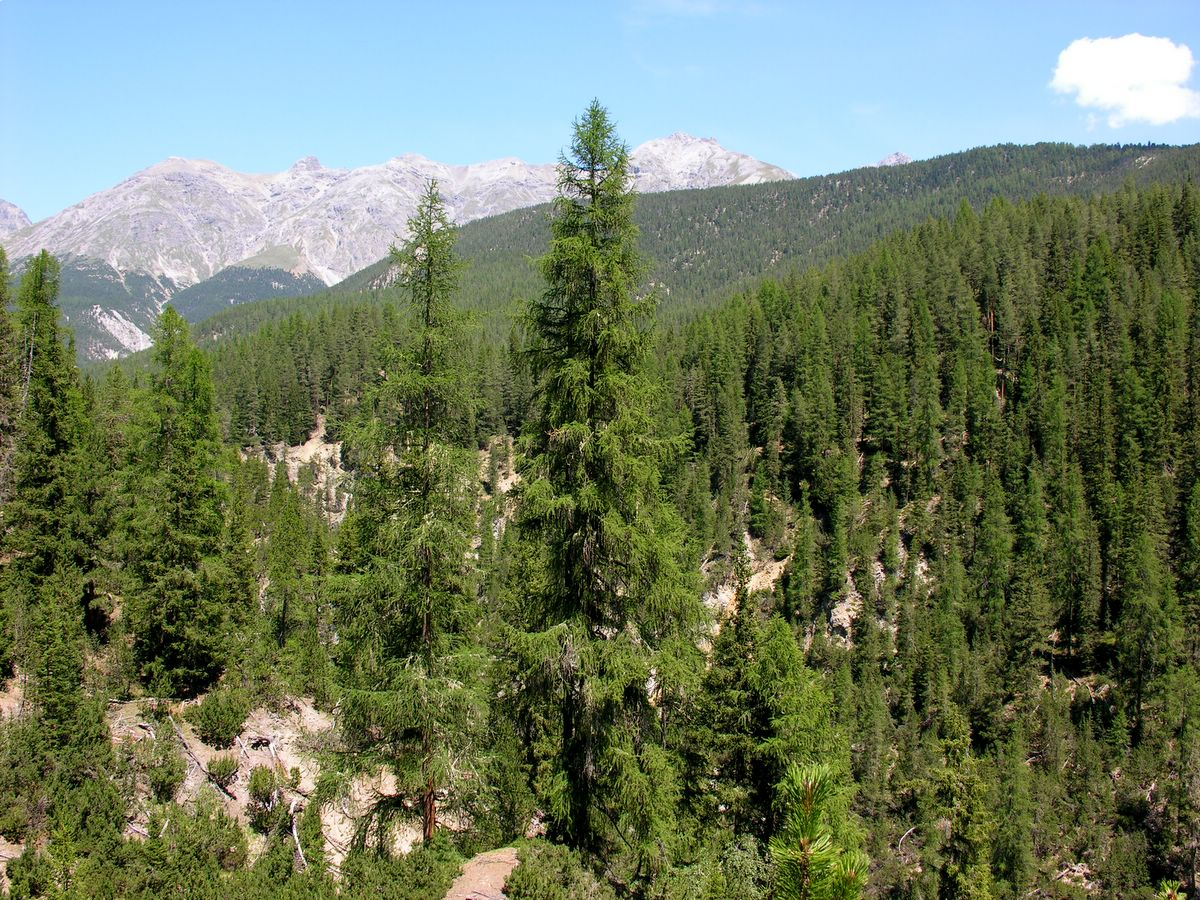
瑞士阿爾卑斯山脈（瑞士国家公园）的针叶林。

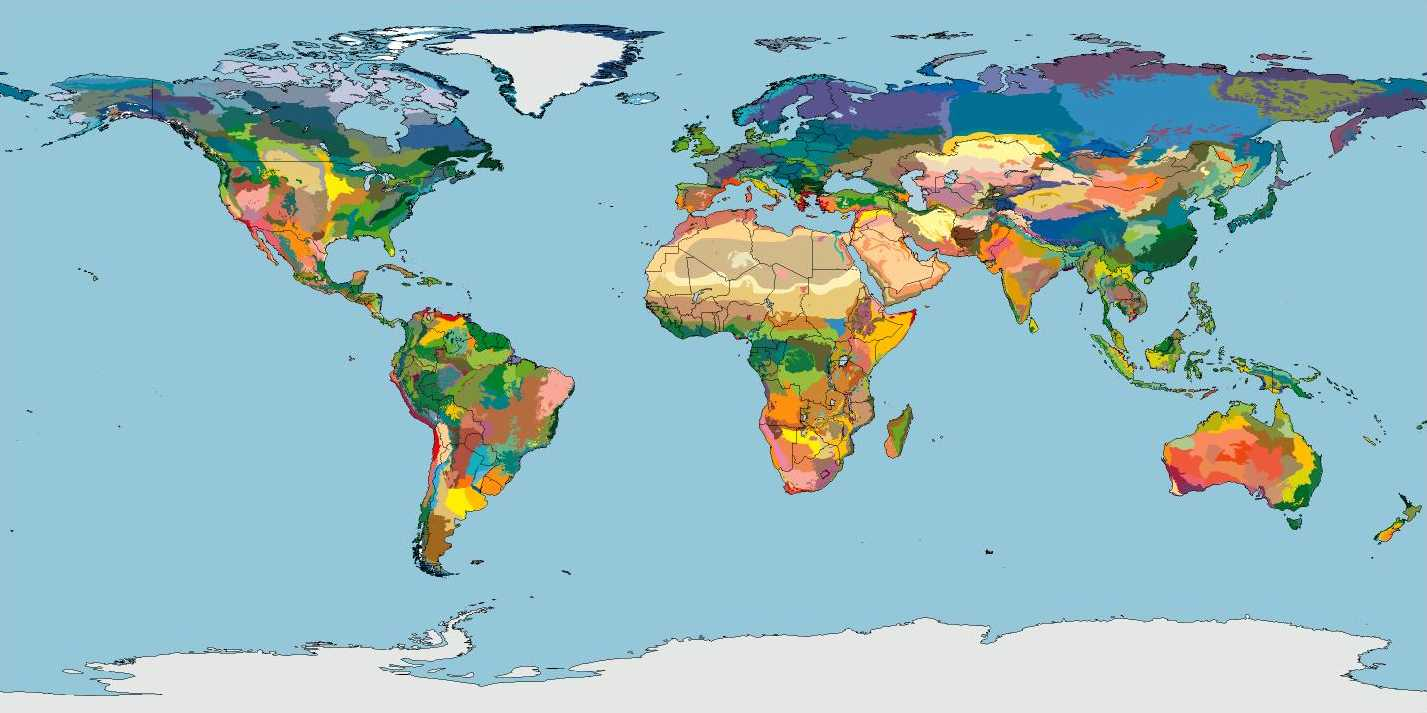
世界陆地生态区域(Olson et al. 2001, BioScience)

生态区域是一个“由有别于其他地区的土壤和地貌相结合、有循环模式的生态系统”。Omernik（2004年）对生态区域的定义是这样阐述的：“与地理现象的特征相契合，在生态系统的质量、健康程度和完整性上有差异的地区。”“地理现象的特征”可能包括地质、地貌、植被、气候、水文、陆生和水生动物以及土壤，此外也可能有人类活动的影响（如土地利用方式、植被变化等）。显著而并非绝对的是，这些特性之间的空间相关性使划分生态区域的学问不甚完美。另一个问题是，某个生态区域边界的环境状况的变化可能会极为缓慢，例如在美国中西部地区的森林-草原过渡使其很难确定一个具体的边界。这样的过渡区称为生态过渡带。
生态区域的分类既可使用单一算法的方法，也可从整体上因各地各种因素的重要性不同而用“权重”的方法。算法方法的一个例子是罗伯特·贝里为美国林务局工作的成果，它采用了分层分类的方法，首先以气候因素为依据将陆地划分为一些大区；再对这些地区进行细分，先根据占主导地位的植被，然后由地貌和土壤特征。权重方法的典例，是由James Omernik为美国国家环境保护局工作的成果，有所修改后被环境合作委员会所接受。
生态区域划分的方法可能会因目的的不同而不同。例如，世界自然基金会划分生态区域的目的是为保护生物多样性进行规划提供帮助，比Omernik或贝利体系更加注重地区之间植物和动物的差异。世界自然基金会对生态区域是这样定义的：
大面积的陆地或水域，其中包含一个地理上独特的自然群落的组合，该组合特点如下：
（1）大部分的物种和生态动力学相同;
（2）环境条件相似;
（3）与生态的互动方式是它们长期存在的关键。

据世界自然基金会所述，在近期内出现干扰或变化之前，一个生态区域的边界接近于自然群落的原始范围。世界自然基金会已经确定了整个地球上867个陆地生态区域，以及约450个淡水生态区域。

## 重要性
“生态区域”一词的使用是对生态系统及其功能的兴趣激增的结果。尤其是意识到在景观的研究和管理中与空间尺度有关的问题。普遍的认识是：相互关联的生态系统结合起来，形成一个“大于部分之和”的整体。人们多次尝试以综合方式来响应生态系统，最终实现“多功能”的风景，而从农业研究者到保护主义者的各种集团都将“生态区域”作为分析单位。
“Global 200”是世界自然基金会为了保护野生动物而确定的重点生态区域名单。
基于主张生态保护的运动——如生态区域主义——认为生态区域不同于政治边界，它为人类社会的形成和治理提供了更好的基础，并提议将生态区域和流域作为生态民主行动的基础。

## 陆地

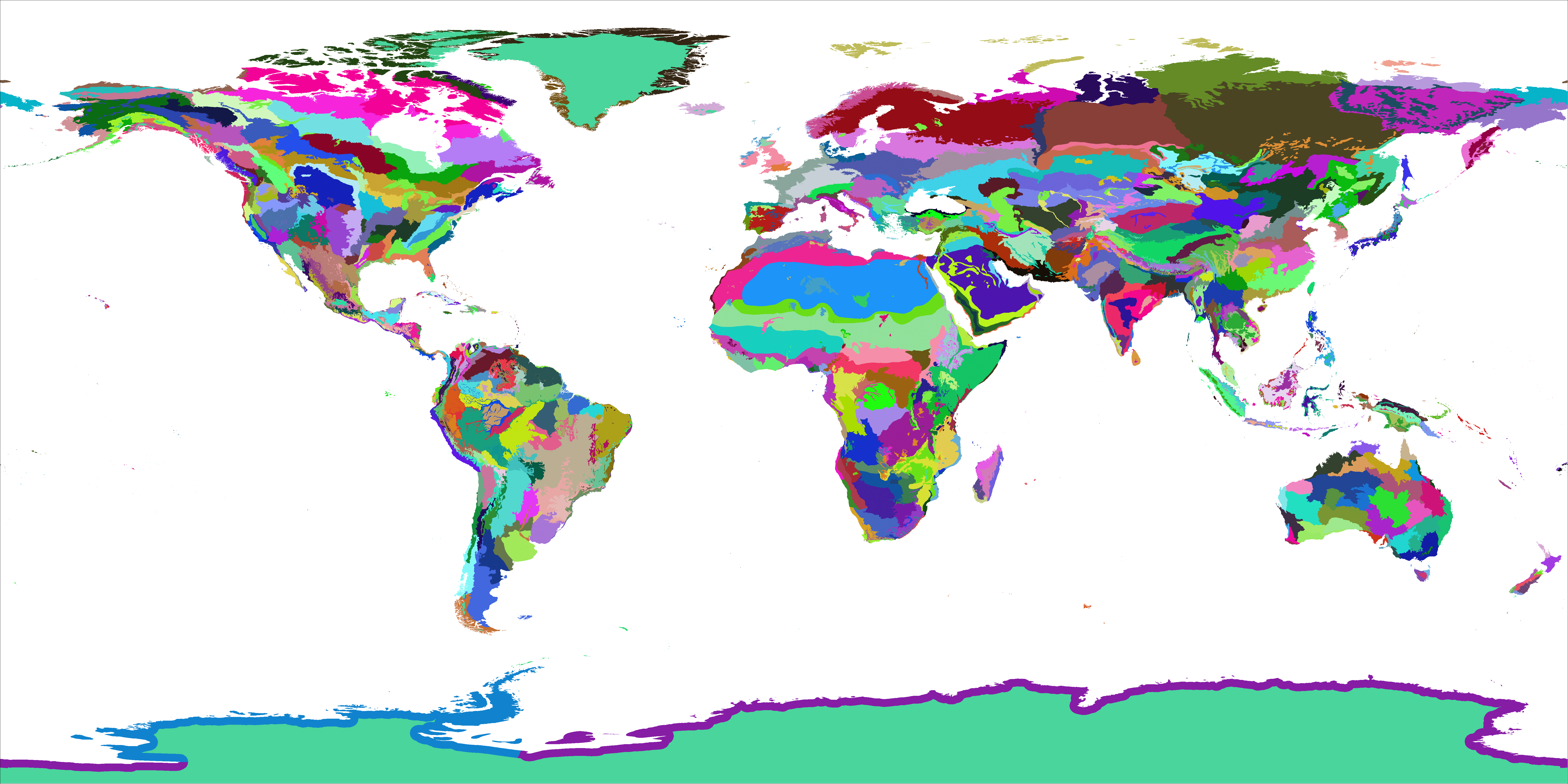
各个大陆上的生态区

世界自然基金会的生态学家们综合了诸多前人的努力，提出将目前地球上的陆地划分为8个生物地理分布区，包含867个陆地生态区域（见生態區域列表）。许多人认为这种分类是决定性的，一些人建议生态民主行动用此结果作为稳定边界。
植物学家和动物学家遵循主要植物和动物的界限确定了8个生物地理分布区，它们将世界上主要的植物和动物群落分离开来。生物地理分布区的边界一般是大洲的分界，或是阻碍了动植物分布的地形——如喜马拉雅山脉和撒哈拉沙漠。生态区域的边界在有着很大的意见分歧的情况下，往往没有定论。
对生态区域进行分类的依据是生物群落类型，而生物群落类型则取决于降雨和气候。森林、草原（包括稀树草原和灌木林）和沙漠（包括耐旱灌木地）因气候（热带、亚热带气、温带、寒带气候）而异。对森林而言，气候的影响体现在主要乔木是针叶林（裸子植物）、阔叶林（被子植物）或混交林。如地中海型森林、林地和灌木、苔原和红树林有着独特的生态群落，因此被确定为不同的生物群落类型。

## 海洋

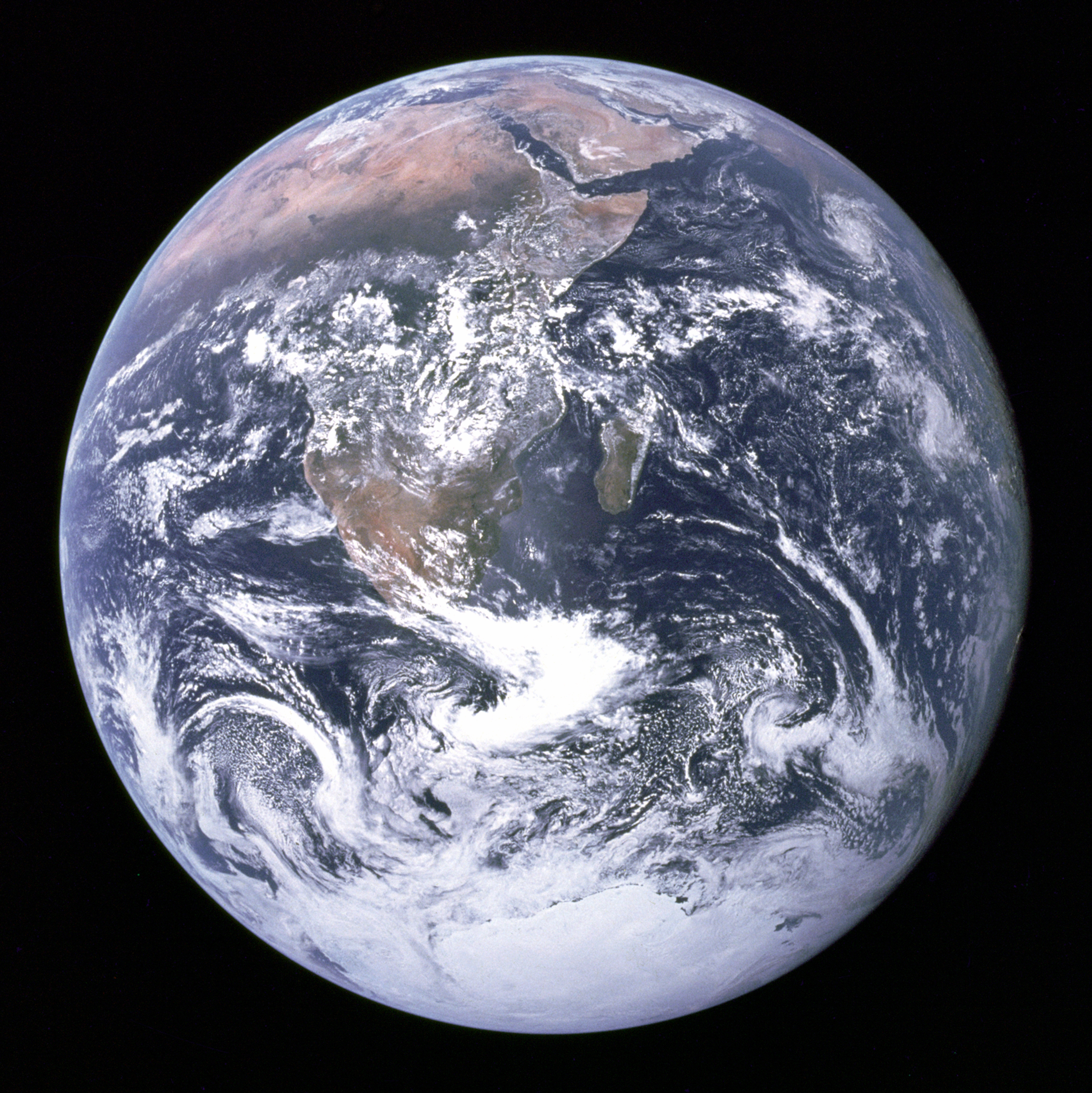
1972年阿波罗17号的船员拍摄的地球照片。地球约72%的表面积（约合3.61亿平方公里）被海洋覆盖。

大自然保护协会和世界自然基金会为了提供对海洋生态系统进行保育工作的支持，已经对海洋生态区域进行定义，即：物种组成基本相同，而与相邻系统明显不同的区域……从生态学上讲，这些有着很强凝聚力的单元需要足够大，以容纳其中大多数定栖生物的生态或生命的历史进程。”43个海洋生态区域被世界自然基金会在“Globe 200”计划中优先划定。用于指明海洋生态区域并进行分类的计划与用于陆地生态区域的相似。主要栖地类型确定有：极地、温带大陆架和海洋、温带上升流、热带上升流、热带珊瑚礁、远洋（信风带和西风带）、深海和超深渊（海沟）。这些与陆地生物群落相对应。
“Global 200”对海洋生态区域的分类并未同陆地生态区域一样详细而全面，仅列出了需要保护的区域。
2007年，大自然保护协会和世界自然基金会完善并扩展了该计划，以提供一个全面的近岸（至深度200米）世界海洋生态区域（MEOW）系统。232个海洋生态区域被归入为62个洋领，进一步被归入到12个洋域。先以纬度为基准，划分为寒带、温带和热带海洋，再在洋盆基础上进行细分（除南温带海洋是基于大洲划分）。
与陆地上8个生物地理分区类似，海洋中主要的生物地理区代表了海洋中的各大洋盆：北极、温带北大西洋、温带北太平洋、热带大西洋、西印度洋-太平洋地区、中印度洋-太平洋、东印度洋-太平洋地区、热带东太平洋、温带南美、温带南非、温带澳洲和南大洋。
为了保护海洋，美国国家海洋和大气管理局（NOAA）开发了一个类似的体系，即大型海洋生态系统（LME）。

## 淡水

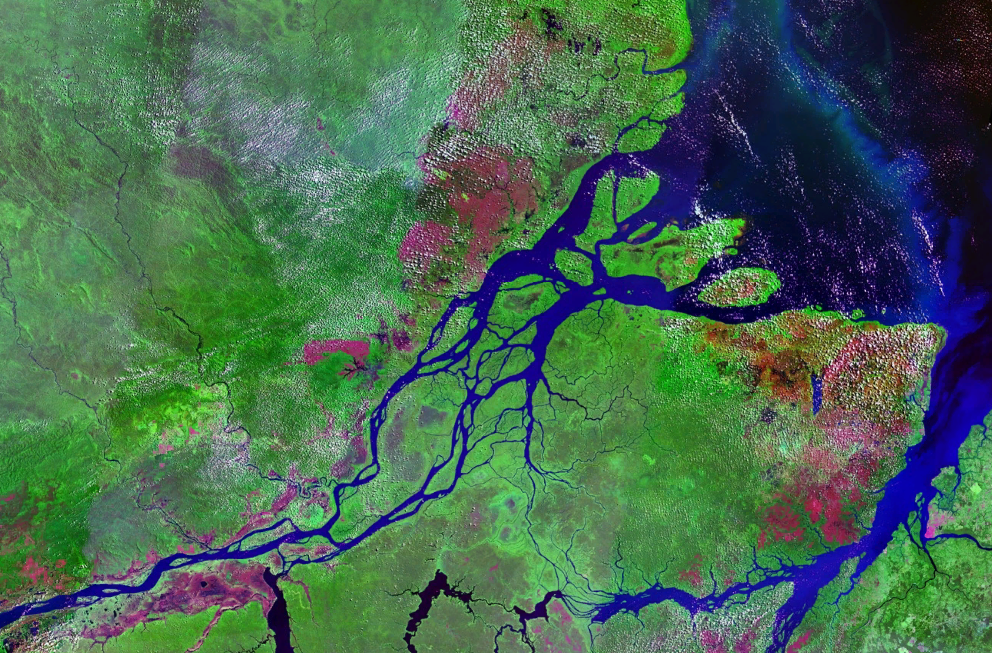
巴西的亚马遜河。

一个淡水生态区域包括至少一个淡水系统（包括河流、溪流、湖泊和湿地），其中的生物物种和群落形成了有独特性的组合。对于给定的生态区域，其内部各处淡水生物、动力学以及环境条件之间的相似程度要远大于和毗邻生态区域在相应方面的相似程度，并形成一个保护单位。
在2008年出版的一张地图上标出了世界上426个淡水生态域，几乎覆盖了整个地球表面非海洋的部分。
世界自然基金会确定了12个淡水生态区域的主要栖地类型：大型湖泊、大型河流三角洲、极地淡水、山区淡水、温带沿海河流、温带冲积平原的河流与湿地、温带高地河流、热带和亚热带沿海河流、热带和亚热带冲积平原的河流与湿地，热带和亚热带的高地河流，旱生淡水和内陆河流域、海洋岛。淡水的主要栖地类型大致相当于陆地生态区域的生物群落，它反映了有类似生物、化学和物理特性的生态区域的定群。
“Global 200”包括一些在淡水生物多样性方面有重大价值的地区，它延续了“世界淡水生态区域”计划并综合了到当时为止已完成的对淡水生态区域的评估信息。

## 扩展阅读
- Brunckhorst, D. 2000. Bioregional planning: resource management beyond the new millennium. Harwood Academic Publishers: Sydney, Australia.
- Busch, D.E. and J.C. Trexler. eds. 2003. Monitoring Ecosystems: Interdisciplinary approaches for evaluating ecoregional initiatives. Island Press. 447 pages.
- Abell, R., M. Thieme, C. Revenga, M. Bryer, M. Kottelat, N. Bogutskaya, B. Coad, N. Mandrak, S. Contreras-Balderas, W. Bussing, M. L. J. Stiassny, P. Skelton, G. R. Allen, P. Unmack, A. Naseka, R. Ng, N. Sindorf, J. Robertson, E. Armijo, J. Higgins, T. J. Heibel, E. Wikramanayake, D. Olson, H. L. Lopez, R. E. d. Reis, J. G. Lundberg, M. H. Sabaj Perez, and P. Petry. 2008. Freshwater Ecoregions of the World: A new map of biogeographic units for freshwater biodiversity conservation  BioScience 58: 403-414.
- Olson, DM, E Dinerstein, ED Wikramanayake, ND Burgess, GVN Powell, EC Underwood, JA D’Amico, HE Strand, JC Morrison, CJ Loucks, TF Allnutt, JF Lamoreux, TH Ricketts, I Itoua, WW Wettengel, Y Kura, P Hedao, and K Kassem. 2001. Terrestrial ecoregions of the world: A new map of life on Earth. BioScience 51:933-938.
- Mark D. Spalding, Helen E. Fox, Gerald R. Allen, Nick Davidson, Zach A. Ferdaña, Max Finlayson, Benjamin S. Halpern, Miguel A. Jorge, Al Lombana, Sara A. Lourie, Kirsten D. Martin, Edmund McManus, Jennifer Molnar, Cheri A. Recchia, and James Robertson. 2007. Marine Ecoregions of the World: A Bioregionalization of Coastal and Shelf Areas. BioScience 57:573-583.